# Белькачи
Белькачи (якут. Бэлькичи) — село в Усть-Майском улусе Республики Саха (Якутия) России. Административный центр и единственный населённый пункт сельского поселения Село Белькачи.

## География
Село находится в восточной части Якутии, в пределах восточной части Приленского плато, на левом берегу реки Алдан, на расстоянии примерно 199 км (по прямой) к юго-западу от посёлка городского типа Усть-Мая, административного центра улуса. Абсолютная высота — 182 м над уровнем моря.
Климат
Климат характеризуется как резко континентальный. Средняя температура воздуха самого тёплого месяца (июля) составляет 18 °C; самого холодного (января) — −42,2 °C. Среднегодовое количество атмосферных осадков составляет 302 мм.
Часовой пояс
Село Белькачи находится в часовой зоне МСК+6. Смещение применяемого времени относительно UTC составляет +9:00.

## Население
| 2002 | 2010 | 2012 | 2013 | 2014 | 2015 | 2016 |
| ---- | ---- | ---- | ---- | ---- | ---- | ---- |
| 212  | ↘179 | ↗182 | ↘176 | ↘170 | ↗172 | ↗180 |
| 2017 | 2018 | 2019 | 2020 | 2021 |      |      |
| ↘178 | ↗182 | ↘177 | ↘175 | ↘171 |      |      |

Половой состав
По данным Всероссийской переписи населения 2010 года, в гендерной структуре населения мужчины составляли 53,6 %, женщины — соответственно 46,4 %.
Национальный состав
Согласно результатам переписи 2002 года, в национальной структуре населения русские составляли 69 % из 212 чел.

## Улицы
| - ул. Лесная, - пер. Лесной, - ул. Магаданская, | - ул. Нагорная, - ул. Огородников, - ул. Сосновая, | - ул. Трудовая, - ул. Школьная, - ул. Энергетиков. |

## Инфраструктура
В селе функционируют детский сад, школа, дом культуры, фельдшерско-акушерский пункт, леспромхоз, речная пристань и авиаплощадка.

## Известные уроженцы
- Ехануров, Юрий Иванович (род. 1948) — украинский государственный и политический деятель. Премьер-министр Украины.